# Eggert Christoffer Knuth

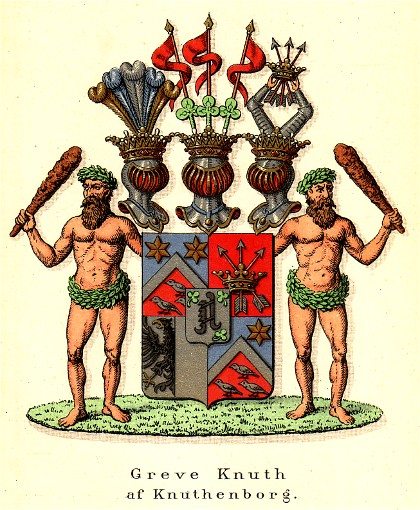
Wappen des Hauses Knuth-Knuthenborg

Lehnsgraf Eggert Christoffer Knuth-Knuthenborg (* 27. Februar 1882 auf Knuthenborg; † 19. März 1920 in Algier) war ein dänischer Gutsherr und Lehnsgraf von Knuthenborg.
Knuth wurde 1882 auf Knuthenborg als zweites von vier Kindern in das mecklenburgisch-dänische Grafengeschlecht Knuth geboren. Seine Mutter Margarethe starb 1887 wenige Tage nach der Geburt ihres vierten Kindes. Ein Jahr später starb auch Knuths Vater Adam Wilhelm und Eggert wurde im Alter von sechs Jahren Lehnsgraf von Knuthenborg. Knuth war später Patron des Lolland-Falsters-Stiftsmuseums und Vorsitzender Landbostandens Sparekasse in Maribo.

## Ehen und Nachkommen
Am 6. Juli 1903 wurde Knuth mit Sylvia Pio, Tochter des Sozialistenführers Louis Pio, die er 1902 auf einem Ball in Florida kennengelernt hatte, getraut. Seine Gattin war bereits damals eine wichtige sozialdemokratische Figur in Dänemark. Die Ehe galt damals als spektakulär und war nur von kurzer Dauer. Am 30. Dezember 1912 wurden die beiden geschieden.
Der Ehe entsprangen zwei Kinder:
- Frederik Marcus Knuth (1904–1970)
- Eva Knuth (1911–1959) ⚭ Juan Antonio Abad Sedillo, Oberst (1902–?), ⚭ Graf Erik Otto Sigismund Ahlefeldt-Laurvig (1880–1967), ⚭ Herbert Oscar Begtrup Møller, Bankier (1901–?)

1917 ließ Knuth sich mit Anne Margrethe Wennerwald (1894–1976), Tochter des Kunstmalers Emil Wennerwald, in der Østofte Kirke trauen. Die Ehe blieb kinderlos.